# Small Smart Weapon
Small Smart Weaponまたはスコーピオンミサイルはロッキード・マーティンによって開発された新世代の小型のアメリカ製ミサイル。全長21インチ (53 cm)、重量35ポンド (16 kg)でおよその直径は珈琲カップ程度で異なる4種類の誘導装置を用途に応じて装着できる。
周囲への被害を最小化する目的でCIAによってパキスタンでの無人機攻撃で使用される。 スコーピオンはアメリカ海兵隊のKC-130J Harvest Hawkに搭載される武装の候補だったが、代わりにGBU-44/B バイパーストライク爆弾とAGM-176 Griffinミサイルが選定された。